# Lubomyr Melnyk
Lumobyr Melnyk (n. 20 de diciembre de 1948) es un compositor y pianista ucraniano. Es conocido por sus contribuciones a la música continua, una técnica de piano basada en notas extremadamente rápidas y series de notas complejas, usualmente sosteniendo el pedal apretado para generar sobretonos y resonancias empáticas. Estos sobretonos crean una curva o se enfrentan a los cambios armónicos. La mayoría de su música es para piano, pero también compone música de cámara y trabajos de orquesta. 

## Biografía
Melnyk vivió en París de 1973 a 1975, se mantuvo tocando música para danza moderna, de manera notable junto con Carolyn Carlson en la Ópera de París. Muchos de sus trabajos fueron presentados con danza moderna. Por medio de su trabajo con Carolyn Carlson, empezó a crear música continua para piano.
Melnyk ha compuesto más de 120 trabajos, especialmente para piano solo o doble, y algunos para piano con ensamble. Para explicar las técnicas físicas y mentales propias de su música, Melnyk escribió un tratado, OPEN TIME: The Art of Continuous Music [Tiempo abierto: el arte de la música continua] (1981) y 22 Etudes [22 estudios], para enseñar los niveles fundamentales de su técnica continua.
In 1985, Melnyk alcanza dos records mundiales, documentados en una película y con un disco completo, en Sigtuna Stiftelsen, Suecia. Mantuvo velocidades de 19,5 notas por segundo, y tocó entre 13 y 14 notas por segundo durante una hora.

## Discografía
- KMH: Música de piano en el Modo Continuo (1979)
- El Lund - Sinfonía de San Pedro (1983)
- Concierto-Réquiem (1983)
- Poslaniye (1983)
- El Caballero de Piedra (1983)
- La Canción de Galadriel (1985)
- Restos de Hombre / La Fuente (1985)
- Ondulatorio- Salmón (1985)
- La voz de los Árboles (1985)
- El NICHO / NUTRE / NICHO-XONs (1988)
- Un retrato de Petlura en el día que fue asesinado {Lyrrest} (1989)
- Nos fue revelado que el ser humano es el centro del universo (1993)
- Tragos (1994)
- Vocalizaciones y antifonías (1991-1994)
- Más allá del romance (2010)
- La propia manera luminosa (2011)
- Windmills (2013)
- Corolarios (2013) (Registros de cintas borrados)
- Tres piezas de solo (2013)
- Evertina (2014) (Registros de cintas borrados)
- Ríos y Corrientes (2015) (Registros de cintas borrados)
- illirion (2016) (Sony Registros Clásicos)